# Jegihorn
Das Jegihorn (auch Jägihorn) ist ein 3206,3 m ü. M. hoher Berg in den Walliser Alpen. Es liegt oberhalb von Saas Grund auf der östlichen Seite des Saastales. Es bildet den westlichen Abschluss des Jegigrates, der nach Ost-Nordost in die Fletschhorn-Westflanke übergeht.
Ausgangspunkt für eine Besteigung ist die Weissmieshütte (2726 m), die Mittelstation Kreuzboden (2397 m) der Saas Grund–Hohsaas-Bahn oder die Bergstation der Seilbahn bzw. Hohsaashütte mit Abstieg Richtung Weismieshütte. Der Berg ist auch als Tagestour besteigbar, insbesondere bei Nutzung der Bahn.
Der Gipfel bietet ein umfassendes Panorama der Viertausender der Mischabelgruppe. Zudem ermöglicht er einen guten Einblick in  die Anstiegsrouten der nahe gelegenen drei Hauptgipfel der Weissmiesgruppe, Fletschhorn, Lagginhorn und Weissmies. Da er mit Abstand der einfachste Gipfel von der Weissmieshütte aus ist, wird er gerne von Einsteigergruppen als Akklimatisation für die 4.000er-Gipfel bestiegen.

## Gipfelrouten
Die Normalroute führt erst von Süden durch die Flanke und dann von Westen auf den Gipfelaufbau, ist größtenteils markiert und auch für geübte Wanderer begehbar. Für den Anstieg von der Weissmieshütte sind etwa zwei Stunden einzuplanen.
In der Südflanke befinden sich mehrere Mehrseillängentouren im III.–IV. Schwierigkeitsgrad, wie z. B. die Vavre-Henchoz-Führe, die von Betty Favre, Ernest Favre und Louis Maurice Henchoz 1948 eröffnet wurde.
Im Jahr 2000 wurde am Jegihorn ein Klettersteig errichtet. Der sogenannte Panoramaklettersteig gehört damit zu den höchsten Klettersteigen in den Alpen. Der erste Teil der Route führt allerdings nicht direkt auf das Jegihorn, sondern befindet sich in der Flanke des östlich anschließenden Jegigrates. Von dort führt eine Seilbrücke über die letzte Scharte zum eigentlichen Gipfel, die 2016 neu gebaut wurde. Eine einfachere Variante des Steigs führt durch die Scharte hindurch auf den Gipfel.